# روبرت ناغي
روبرت ناغي (بالإنجليزية: Robert Nagy)‏ هو مغني أوبرا ومغني أمريكي، ولد في 3 مارس 1929 في لورين في الولايات المتحدة، وتوفي في 7 نوفمبر 2008.

## وصلات خارجية
- روبرت ناغي على موقع IMDb (الإنجليزية)
- روبرت ناغي على موقع ميوزك برينز (الإنجليزية)
- روبرت ناغي على موقع أول ميوزيك (الإنجليزية)
- روبرت ناغي على موقع ديسكوغز (الإنجليزية)